# Riolites de Gréixer
Les riolites de Gréixer són un conjunt d'afloraments de roques volcàniques calco-alcalines de composició riolítica d'edat Autunià (Carbonífer-Permià) situats a la Serra del Moixeró, entre Gréixer (Berguedà) i Coll de Pi (Cerdanya). Es tracta d'una caldera volcànica d'esfondrament formada durant les erupcions ignimbrítiques que van generar els dipòsits piroclàstics de Castellar de n'Hug i que en els darrers estadis de la seva formació es va reomplir de laves riolítiques. Aquesta estructura, de la qual es pot observar una secció completa est-oest, tenia un mínim de 14 km de diàmetre i una profunditat de més d'un quilòmetre.